# Spilogona dispar
Spilogona dispar este o specie de muște din genul Spilogona, familia Muscidae. A fost descrisă pentru prima dată de Fallen în anul 1823.
Este endemică în Sweden. Conform Catalogue of Life specia Spilogona dispar nu are subspecii cunoscute.